# Riddaren, döden och djävulen
Riddaren, döden och djävulen är ett kopparstick av den tyske renässanskonstnären Albrecht Dürer från 1513. 
Dürer fick en genomgripande betydelse för den grafiska utvecklingen. Hans verk omfattar cirka 340 träsnitt och 65 kopparstick. En höjdpunkt är de tre så kallade mästarsticken Riddaren, döden och djävulen, Hieronymus i studerkammaren och Melankolin, de två senare utförda 1514. Även om de inte utgör en trilogi i strikt mening, är verken nära relaterade och kompletterar varandra. De motsvarar de tre typerna av dygd i medeltida skolastik: teologisk, intellektuell och moralisk.
I Riddaren, döden och djävulen skildras en riddare på häst; lugn och samlad som en ryttarstaty förkroppsligar han både ett estetiskt och moraliskt ideal. Han är den kristna stridsmannen, orubblig i sin tro, på färd mot Himmelriket och obekymrad om döden med sitt timglas som rider jämte honom och djävulen som följer hans spår. Som en symbol för dygden följer hunden troget sin herre utan att bry sig om ödlor och dödskallar. Konstnären har hämtat inspiration från Erasmus av Rotterdams Enchiridion militis Christiani (ungefär En kristen riddares handbok, 1501).
Längst ner till vänster, på en skylt invid en dödskalle, har Dürer med sitt sedvanliga monogram signerat och daterat verket. 